# دايفيد شايس
دايفيد شايس (بالإنجليزية: David Chase) (و. 1945  م) هو كاتب سيناريو، ومخرج أفلام، ومنتج أفلام أمريكي، ولد في مونت فيرنون، نيويورك.

## التعليم
تعلم في جامعة نيويورك، وجامعة ستانفورد.

## جوائز
حصل على جوائز منها:
- جائزة الإيمي برايم تايم
- جائزة نقابة المخرجين الأمريكيين
- جائزة إدغار.

## وصلات خارجية
- دايفيد شايس على موقع IMDb (الإنجليزية)
- دايفيد شايس على موقع الموسوعة البريطانية (الإنجليزية)
- دايفيد شايس على موقع روتن توميتوز (الإنجليزية)
- دايفيد شايس على موقع ألو سيني (الفرنسية)
- دايفيد شايس على موقع ميوزك برينز (الإنجليزية)
- دايفيد شايس على موقع أول موفي (الإنجليزية)
- دايفيد شايس على موقع بوكس أوفيس موجو (الإنجليزية)
- دايفيد شايس على موقع ديسكوغز (الإنجليزية)
- دايفيد شايس على موقع قاعدة بيانات الفيلم (الإنجليزية)
- دايفيد شايس على موقع كينوبويسك (الروسية)